# قهوجي
القهوجي هو صانع القهوة والشاي. وهي مهنة تقليدية في العديد من الدول العربية وهي مهنة لا تتطلب معرفة أو خبرات، حيث يقوم بإعداد القهوة والشاي وتقديمها للموظفين ومراجعين المنشأة الحكومية أو الشركة والمواظبة على خدمتهم. وكذلك يعمل في تقديمها في مناسبات الأعراس والعزاء والعديد من الاجتماعات والمناسبات.